# Zarin Mehta
Zarin Mehta (Bombay, 28 ottobre 1938) è un manager indiano, ex direttore esecutivo della New York Philharmonic Orchestra.
È stato presidente della Montreal Symphony Orchestra (1981-1990), del Ravinia Festival (1990-2000) e della New York Philharmonic (2000-2012).
È figlio del direttore d'orchestra Mehli Mehta e fratello di Zubin Mehta, di cui ha sposato la prima moglie, il soprano canadese Carmen Lasky.
| Controllo di autorità | VIAF (EN) 268692742 · ISNI (EN) 0000 0003 8331 6870 · LCCN (EN) no2011187877 · GND (DE) 134216989 · CONOR.SI (SL) 228964195 |